# Kleicha
Kleicha, kaleecha ou klaicha (الكليچة‎, em língua árabe) é um doce considerado iguaria nacional do Iraque e na Arábia Saudita, feito com uma massa de farinha temperada com condimentos e recheada com tâmaras. Existe versões populares no Líbano e na Síria, onde são conhecidos como “mahmoul”. São preparados especialmente para as festas de Eid. 
Prepara-se uma mistura com condimentos com cardamomo verde moído, sementes de funcho ou erva-doce e canela. Faz-se uma massa com farinha de trigo ou semolina, açúcar, manteiga, fermento, sal e uma parte da mistura de condimentos; trabalha-se com água (ou água-de-flor-de-laranjeira) até formar uma bola, que se deixa a levedar. Entretanto, partem-se as tâmaras em pedaços pequenos e aquecem-se com manteiga e o resto dos condimentos.
Os bolinhos podem ser feitos à mão, em pequenas bolas que se furam com o dedo e se enchem com o recheio, ou com um molde. Assam no forno até ficarem douradas.